# Lockheed DC-130
El Lockheed DC-130 es una modificación del Lockheed C-130 Hercules creada para controlar vehículos aéreos no tripulados (UAVs). Puede llevar cuatro UAVs Ryan Firebee debajo de sus alas, que pueden ser  aparatos de reconocimiento o aviones blanco para entrenamiento. Fueron modificados 16 aviones de transporte Hercules a DC-130 para la Fuerza Aérea y la Armada de los Estados Unidos.

## Versiones
Fue creado en tres variantes.
DC-130A
DC-130E
DC-130H

## Operadores
Estados Unidos

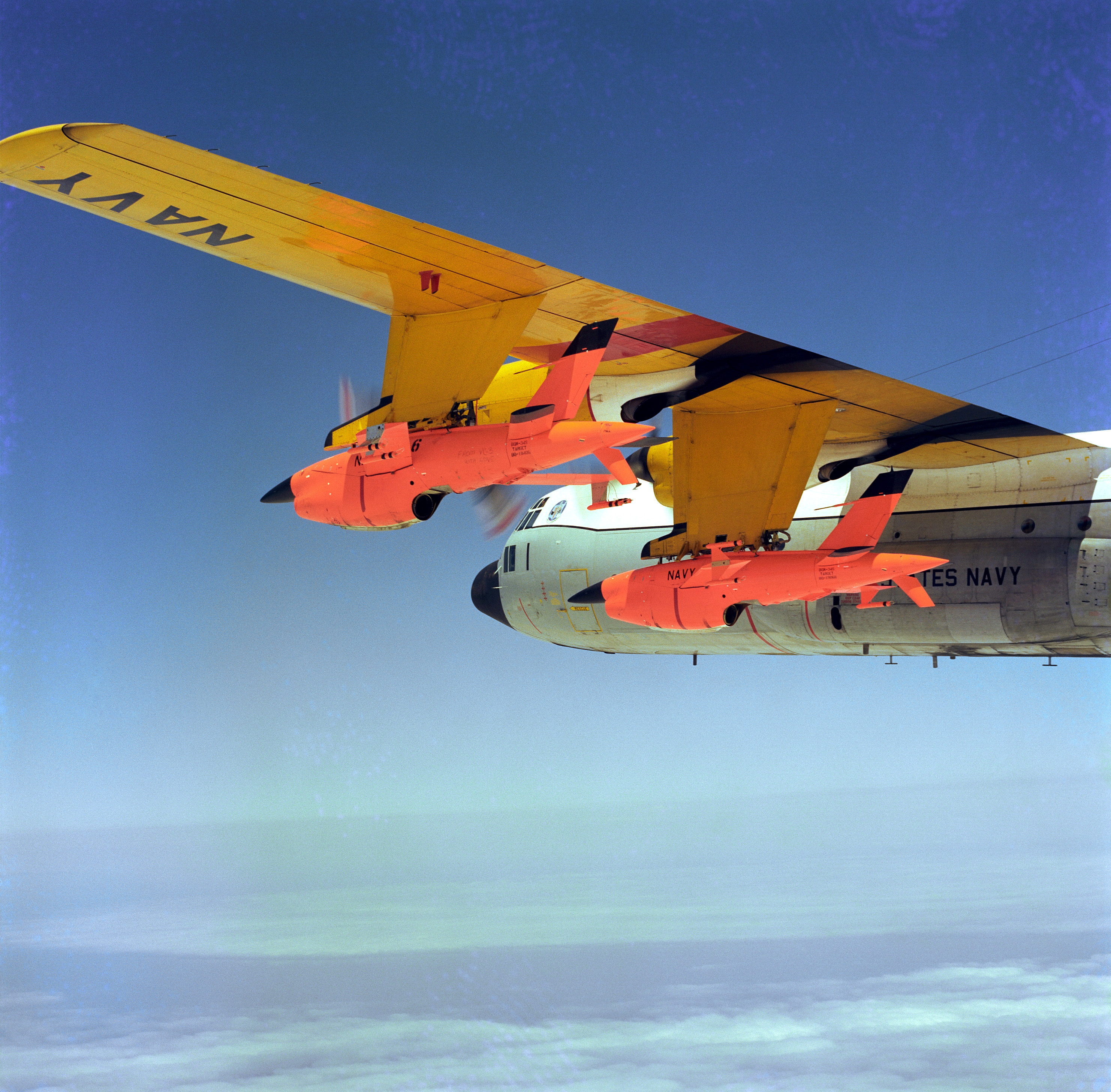
DC-130 portando dos aviones-blanco BQM-34S Firebee bajo sus alas.

- Fuerza Aérea de los Estados Unidos
- Armada de los Estados Unidos

## Especificaciones

### Características generales
- Tripulación: 8 (piloto, copiloto, navegador, oficial de control remoto, 2 oficiales de control de lanzamiento, ingeniero de vuelo y operador MCGS (microwave control guidance system))
- Planta motriz: 4× turbohélice . cada uno.

### Desarrollos relacionados
- Lockheed C-130 Hercules
- Lockheed Martin C-130J Super Hercules
- Lockheed AC-130 Spectre/Spooky
- Lockheed EC-130
- Lockheed HC-130
- Lockheed LC-130
- Lockheed MC-130
- Lockheed WC-130

### Aeronaves similares
- Transall C-160
- Blackburn Beverley
- Antonov An-12